# 少女フレンド・なかよし新人まんが賞
少女フレンド・なかよし新人まんが賞（しょうじょフレンド・なかよししんじんまんがしょう）は、1971年から1985年まで講談社が主催していた少女漫画の新人賞。なおこの表記は「少女フレンド」側のもので、「なかよし」側では「なかよし・少女フレンド新人まんが賞」と誌名の順が入れ替わっていた。1985年の途中からは「なかよし新人まんが賞」と「少女フレンド新人まんが賞」とにそれぞれ分かれて開催された。

## 歴代受賞者・受賞作[1]
| 回 | 年     | 受賞作品 |
| -- | ------ | --- |
| 1  | 1971年 | - 前川美砂子「まぶしい季節」入選 |
| 2  | 1972年 | |
| 3  | 1972年 | |
| 4  | 1972年 | |
| 5  | 1973年 | |
| 6  | 1973年 | |
| 7  | 1974年 | - 本間千恵子「にいちゃんが笑った」入選 - 巻野路子佳作 |
| 8  | 1974年 | - 牧村ジュン「かえだまスターは男の子」入選 - 松島裕子「夏からの便り」佳作 - 松本洋子「ドアのむこうに」佳作 |
| 9  | 1975年 | - 高橋千鶴「ルーディの誕生日」入選 - 布浦翼「ローランジュール」入選 |
| 10 | 1975年 | - 水上澄子「両手いっぱいの花を」入選 |
| 11 | 1976年 | - まさき輝「学園ジョッキー大混戦」入選 - 中山恵子「たそがれ時にさようなら」 |
| 12 | 1976年 | - あさぎり夕「光めざして飛んでいけ」入賞 - さこう栄「魔法使いを信じますか？」入選 |
| 13 | 1977年 | - 佐藤まり子「はじめがおわりの物語」佳作 |
| 14 | 1977年 | - あらかわみきこ「コスモス咲いたら」入賞 |
| 15 | 1978年 | - まつざきあいこ「アリガトウは涙色」入賞 - よしちかもとみ「アデュー」入賞 - 銀雪子「ジョルの魔法使い」佳作 |
| 16 | 1978年 | - 真柴ひろみ「フィール･ハッピー」入選 - 伊藤ゆう「誤解がもとではじまって」佳作 |
| 17 | 1979年 | - 中里あたる「5月の風は優しくて」入選 - 田所美千子「お姫さま お手をどうぞ」佳作 - 小牧成「俺たちのヒーロー」 |
| 18 | 1979年 | - いとうかよこ入選 - 風翼晃「海上高波注意報」入選 - 中沢しのぶ「ノート一冊の魔法」佳作 - みづち憧「太平洋へ」佳作 - 小野佳苗「三角関係相思相愛」佳作                                                                                          |
| 19 | 1980年 | - 酒井真美「12時からのシンデレラ」入選 - 茂刈ミンコ「ニューヨーク 無悪怯（）クラブ」入選 - はざまもり「そしてようよう初恋模様」入選 - 小林桃子「花子のうっふっふSTORY」佳作 - 石井まゆみ「透き色にまぶしくて」佳作 - 永沢京子「せんせい」佳作 |
| 20 | 1980年 | - さとう智子「ひょっとしてプロローグ」特選 - 高杉菜穂子「いふ-もしも-」入選 - 深町実果「スローリー マイラブ」入選 - はやせたくみ「銀色の影」佳作                                                                                              |
| 21 | 1981年 | - 小沢真理「はるかな星のイブ」入選 - 伊東千江「はあと♥みつめて」入選 - 竹本泉「夢見る7月猫」佳作 - あき優香「すっぱいあいつ」佳作 - 島かおり「がんばれ ペアーズ」                                                                             |
| 22 | 1981年 | - くりた陸「おれとあのことあ･い･つ」 - 横野真理「シンデレラ姫になりたくて」 - 戸井幸子「はっぴいエッセンスあげたいな」 - つづうら七美「ひーチャン円盤を見る」入選 - 矢野イサク「バイバイダフニー」佳作 - 竹崎陽子「幸福を売る店」佳作         |
| 23 | 1982年 | - 安藤なつ「ラムールは猫のように」佳作 |
| 24 | 1982年 | - 松本美緒「惜春ストリート」入選 - 上野すばる「USOホントUFO」入選 - 竹田真理子「おじゃましま～す」入選 - 岩谷ノリエ「1/4の宝石」 |
| 25 | 1983年 | - 松沢あさみ「あのゴールのむこう」佳作 - 橋本和「LSIじかけのピーターパン」佳作 - 八木ちあき「ジグザグ☆コンプレックス」佳作 - 西原ちか「お花ばたけ心色」佳作                                                                                   |
| 26 | 1983年 | - わだかづよ「二度目の失恋」佳作 |
| 27 | 1984年 | - 池沢理美「ガラスの波にささやいて」佳作 - ひうらさとる「あなたと朝まで」佳作 - 西江朋美「GOSPEL-君に贈る歌」佳作 |
| 28 | 1984年 | - 清水佳子「きっとね先輩」 - 由美けいこ「天満宮恋桜吹雪」佳作 |
| 29 | 1985年 | |